# فرودگاه فرنچ ولی
فرودگاه فرنچ ولی (به انگلیسی: French Valley Airport) یک فرودگاه همگانی ۹۸۱۸۵ با کد یاتا RBK است . این فرودگاه در شهر موریتا، کالیفرنیا کشور ایالات متحده آمریکا قرار دارد و در ارتفاع ۴۱۱ متری از سطح دریا واقع شده است.